# Tonje Angelsenová
Tonje Angelsenová (* 17. ledna 1990, Trondheim) je norská atletka, jejíž specializací je skok do výšky.

## Kariéra
V juniorské kategorii zkoušela uspět v sedmiboji, ale později se již této disciplíně nevěnovala. Její osobní rekord z roku 2006 má hodnotu 5 074 bodů. V témže roce se zúčastnila juniorského mistrovství světa v Pekingu, kde však v kvalifikaci výšky překonala 174 cm a do finále nepostoupila. Obdobně si vedla také na MS juniorů v roce 2008 v Bydhošti, kde skočila jen 170 cm. Na velkém šampionátu mezi dospělými se poprvé představila v roce 2010 na evropském šampionátu v Barceloně, avšak do finále se neprobojovala.
Na halovém ME 2011 v Paříži překonala v kvalifikaci napotřetí 192 cm, což nakonec k postupu do osmičlenného finále nestačilo, když obsadila 10. místo. Kvalifikací neprošla také na světovém šampionátu v jihokorejském Tegu a na halovém MS 2012 v tureckém Istanbulu. Největší úspěch své kariéry zaznamenala v roce 2012 na ME v atletice v Helsinkách. Na kontinentálním šampionátu využila absenci největších hvězd, když do Finska nepřijely Rusky Anna Čičerovová a Světlana Školinová, zraněná Blanka Vlašičová a z kvalifikace odstoupila kvůli žaludečním potížím i Němka Ariane Friedrichová. Ve finále si vytvořila výkonem 197 cm nový osobní rekord a vybojovala stříbrnou medaili. Mistryní Evropy se stala Španělka Ruth Beitiaová, která měla lepší technický zápis.

### Osobní rekordy
- hala – 193 cm – 22. ledna 2012, Trondheim
- venku – 197 cm – 28. června 2012, Helsinky